# 上台增一
天貓座27，又名BD+51 1391，HD 67006、SAO 26687、HR 3173，是天貓座的一颗恒星，视星等为4.84，位于銀經167.19，銀緯32.65，其B1900.0坐标为赤經8h 0m 56.2s，赤緯+51° 32.65′ 42″。